# كريستيان ديرشاور
كريستيان ديرشاور هو سياسي ألماني من مواليد 13 مايو 1981. كان عضوًا في مجلس نواب شلسفيغ هولشتاين ‏ منذ عام 2020، وكان رئيسًا لجمعية ناخبي جنوب شليسفيغ منذ عام 2021.